# Cristèle Alves Meira
Cristèle Alves Meira, née en 1983 à Montreuil en Seine-Saint-Denis, est une actrice, scénariste, metteuse en scène et réalisatrice de nationalité française et portugaise.

## Biographie
Cette section ne s'appuie pas, ou pas assez, sur des sources secondaires ou tertiaires indépendantes du sujet. Le texte peut contenir des analyses inexactes ou inédites de sources primaires.
Pour l'améliorer, ajoutez-en, ou placez des modèles {{Source secondaire souhaitée}} ou {{Source secondaire nécessaire}} sur les passages mal sourcés. (mars 2023)
Titulaire d'un master de théâtre de l'université Paris-Nanterre, Cristèle Alves Meira achève en 2004 ses études universitaires sous la direction de David Lescot. Elle suit la formation de Pascal E-Luneau au Studio Pygmalion et se penche sur la méthode de l'Actors Studio auprès d'Andreas Monolikakis, professeurs de la Drama School de New York. Elle tourne alors dans plusieurs courts métrages. Elle poursuit son apprentissage à l’école Jacques Lecoq où elle se consacre à l'étude du mouvement. Puis, elle rencontre Marie Vayssière qui l'initie au théâtre de Tadeusz Kantor lors d'une résidence à la Cricoteca de Cracovie.
En 2002, elle participe aux Rencontres internationales de théâtre en Haute-Corse organisées par Robin Renucci. Elle y assiste François Orsoni sur Woyzeck et un an plus tard Thierry de Peretti sur Richard II crée au Théâtre de la Ville de Paris. Sa double nationalité franco-portugaise l’amène à travailler auprès de Jorge Silva Melo à Lisbonne sur La passion selon Jean de Tarantino. En 2007, elle collabore à la mise en scène d'Arnaud Meunier sur Gens de Séoul d'Oriza Hirata créée au Théâtre national de Chaillot et à la mise en scène de Gerty Dambury de Verre cassé d'Alain Mabanckou créée au Musée Dapper en 2008.
Elle crée en 2003, La Marelle de l'oubli, un montage de paroles de détenus présenté au Studio Albatros dirigé par Carlo Bosso. En 2004, elle présente une carte blanche au Conservatoire national supérieur d'art dramatique : À qui perd gagne de Jean-Claude Grumberg. La même année, elle met en scène L'Inattendu de Fabrice Melquiot au Théâtre du Jardin. En 2007, elle monte Les Nègres de Jean Genet à la Cartoucherie de Vincennes dans le cadre du Festival Jeunes troupes premiers pas. Le spectacle sera repris et au Théâtre de l'Athénée Louis-Jouvet à la rentrée 2008 et partira en tournée à Orléans et à Lisbonne. En mars 2010, sous l’impulsion du directeur du théâtre de l'Athénée Louis-Jouvet, elle monte Vénus de Suzan-Lori Parks. Le spectacle sera repris à La Chapelle du Verbe incarnée pendant le Festival d'Avignon 2011. En décembre 2010, l'Institut français de Tanger Tétouan au Maroc l’accueille en résidence pour la création de Splendid’s de Jean Genet qui sera présenté dans le cadre des Rencontres de Lixus à Larache pour le centenaire de naissance de l’auteur avant d’être repris au Théâtre de l'Athénée Louis-Jouvet en septembre 2011. En mars 2012, elle crée avec Valérie Maureau Ladies In(tro)spection une création de théâtre documentaire itinérante sur les femmes du Maghreb dont le premier volet a été présenté au Maroc dans différents Instituts français et au Théâtre Saint-Gervais à Genève. En 2013, elle co-écrit et co-met en scène avec Pascal Tagnati. Bien que rien ne soit normal à Caromb dans le cadre de la Résidence Éclats.
En 2007, elle co-réalise avec Julien Michel son premier documentaire Som & Morabeza, au Cap-Vert qui se penche sur la question de l'immigration et de la musique. Elle aborde ensuite en 2008 la réalité sociale de la jeunesse en Angola, avec Born in Luanda. Ces deux films documentaires sont produits par les films Grain de sable. Elle réalise ensuite deux courts métrages de fiction, un film d’été et un film d’hiver, dans le village de sa mère dans la région de Tras-os-Montes au Portugal : Sol Branco en 2014 produit par Gaëlle Mareschi (Fluxus Films) et sélectionné dans de nombreux festivals puis Campo de Víboras en 2016, sélectionné entre autres au Festival de Cannes à Semaine de la critique en 2016 où elle revient en 2019 avec Invisível Herói qui remporte au Festival international du court métrage de Clermont-Ferrand le Prix du meilleur film européen. Son dernier court-métrage Tchau Tchau (produit par Kidam) est sélectionné au Festival international du court métrage de Clermont-Ferrand 2021.
Son premier long métrage intitulé Alma Viva a été sélectionné à la Semaine de la critique en 2022 et représentera le Portugal aux Oscars 2023. Il est sorti au Portugal en novembre 2022 et sortira en salle en France en mars 2023.

## Mise en scène
- La Marelle de l'Oubli création de Cristèle Alves Meira, Studio Albatros, 2002
- L'Inattendu de Fabrice Melquiot, Théâtre du Jardin, 2004
- À qui perd gagne de Jean-Claude Grumberg, Conservatoire national supérieur d'art dramatique, 2004
- Les Nègres, de Jean Genet, au Théâtre de l'Athénée Louis-Jouvet, 2006
- Vénus de Suzan-Lori Parks, Théâtre de l'Athénée Louis-Jouvet, 2010
- Splendidʼs de Jean Genet, Maroc et Théâtre de l'Athénée Louis-Jouvet, 2011
- Ladies Introspection de Cristèle Alves Meira et Valérie Maureau, Maroc, 2012
- Bien que rien ne soit normal de Pascal Tagnati et Cristèle Alves Meira, 2013

## Films
- Som & Morabeza, documentaire, 52 min, 2007
- Born in Luanda, documentaire, 26 min, 2008
- Sol Branco, 21 min, 2014
- Campo de Víboras, 20 min, 2016
- Invisible Hero, 28 min, 2019
- Tchau Tchau, 17 min, 2021
- Alma Viva, 88 min, 2022

## Prix
- Grand Prix du jury au Festival du cinéma méditerranéen Arte Mare en Corse pour Alma Viva, 2022.
- Mention spéciale du jury au Festival international du film de Saint-Jean-de-Luz pour Alma Viva, 2022.
- The Best New Director Prix Pilar Miro au Festival international du film de Valladolid pour Alma Viva, 2022.
- Prix du jury Jeune au Festival du cinéma méditerranéen de Montpellier à Montpellier pour Alma Viva, 2022.
- Prix du Jury au Festival international du film de Marrakech pour Alma Viva, 2022[3].
- Mention spéciale du jury au Festival de cinéma d'Amiens pour Alma Viva, 2022.
- Prix du Jury, de la révélation (Lua Michel), du meilleur seconde rôle (Ana Padrao), meilleur scénario et meilleure réalisation au Festival Caminho do cinema portugues pour Alma Viva, 2022.
- Prix du public aux festivals de Sarajevo Film Festival (BiH), Zagreb Film Festival (Croatia), Auteur Film Festival (Serbia) and Montenegro Film Festival (Montenegro), and Liffe International Ljubljana film Festival pour Alma Viva, 2022.
- Prix France Télévisions du meilleur court-métrage pour Tchau Tchau, Festival international du film indépendant de Bordeaux (Fifib), 2021[4]
- Mention spéciale du jury au Concorto FF Italie pour Tchau Tchau, 2022
- Mention spéciale du jury au Porto Femme 2022 pour Tchau Tchau
- Mention spéciale du jury au Sao Tomé Festfilm’22 pour Tchau Tchau
- Prix du meilleur film européen pour Invisível Herói, Festival international du court métrage de Clermont-Ferrand, 2019[5]
- Prix du jury œcuménique, IndieLisboa 2019, pour Invisível Herói
- Prix du Public et Grand Prix du Jury, Festival Silhouette 2019 pour Invisível Herói
- Mention spéciale Meilleur court métrage, Oldenburg International Film Festival 2019 (Allemagne) pour Invisível Herói
- Prix du Jury et Prix du Cinéma Grand Action), Festival international de Contis 2019 pour Invisível Herói
- Prix du Meilleur court métrage, Mediterranean Short Film Festival of Tangier (Maroc) 2019 pour Invisível Herói
- Meilleur court métrage mention spéciale, Festival européen du film court de Brest, 2019 pour Invisível Herói
- Prix du Jury MEILLEUR JEUNE TALENT, Festival International IndieLisboa 2016 (Lisbonne, Portugal) pour Campo de Viboras
- PRIX DU JURY Festival International du Film Indépendant de Coisa de Cinema de Salvador (Brazil) pour Campo de Viboras, 2016
- PRIX DU MEILLEUR FILM et MEILLEURE ACTRICE Festival Caminhos Cinema Português de Coimbra (Portugal) pour Campo de Viboras, 2016.
- PRIX DU MEILLEUR FILM Festival de cinema de Santa Maria da Feira 2016 (Portugal) pour Campo de Viboras
- PRIX DU PUBLIC Festival Cortex de Sintra 2017 (Portugal) pour Campo de Viboras
- GRAND PRIX DU MEILLEUR COURT METRAGE Festival du Film Portugais FRAMES pour Campo de Viboras, 2016.
- Prix Qualité du CNC 2015 pour Sol Branco.
- PRIX DU MEILLEUR COURT METRAGE Festival International du Films de Femmes de Créteil 2015 pour Sol branco.
- PRIX DU MEILLEUR FILM Festival Inquietudo de Vienne 2016 (Autriche) pour Sol branco.